# Культура красной охры
Культура красной охры (англ. Red Ocher culture, Red Ocher people) — аборигенная культура Северной Америки. Идентифицирована по серии археологических памятников в районе верхних Великих озёр, Большой долины реки Иллинойс и долины реки Огайо на среднем западе США. Здесь был обнаружен погребальный комплекс красной охры, датируемый периодом 1000—400 гг. до н. э., то есть последней стадией архаического и ранней стадией вудлендского периодов.
Для культуры характерны неглубокие погребения на песчаных холмах в речных долинах, покрытые красной охрой — гидратом 3-валентного оксида железа (FeH3O). Погребения содержат диагностические артефакты — кремнёвые наконечники, «хвосты индеек» (кремнёвые лезвия своеобразной формы) и различные изделия из обработанной меди. Предполагается, что носители данной культуры говорили на языке-предке алгонкинских языков.
Культуру впервые идентифицировали исследователи из Чикагского университета в 1937 году. Культура вызвала большой интерес у археологов в 1950—1960-х годах, ей посвящены многочисленные публикации в американской археологической прессе.